# Sarkar
A Sarkar (hindi: सरकार, urdu: سرکار) 2005-ös bollywoodi film, rendezte: Ram Gopal Varma; főszereplők: Abhisek Baccsan és Amitábh Baccsan.

## Díjak
- Filmfare Best Supporting Actor Award
- Zee Cine Award Best Actor in a Supporting Role- Male

## Szereplők
- Amitábh Baccsan … Subhash Nagare 'Sarkar'
- Abhisek Baccsan … Shankar Nagare
- Krishna Kumar … Vishnu Nagare	[NOT the Singer Kay Kay]
- Supriya Pathak … Pushpa Subhash Nagare
- Rukhsar … Amrita Vishnu Nagare
- Katrina Kaif … Pooja
- Tanisha … Avantika
- Anupam Kher … Motilal Khurana
- Srinivasa Rao Kota … Selva Mani
- Zakir Hussain … Rashid